# Borborophilus
Borborophilus is een geslacht van wantsen uit de familie van de Nepidae (Waterschorpioenen). Het geslacht werd voor het eerst wetenschappelijk beschreven door Carl Stål in 1865.

## Soorten
Het genus is monotypisch en bevat alleen de volgende soort:

- Borborophilus afzelii (Stål, 1861)